# Alexandre François Ollivier
Alexandre François Ollivier, né le 10 mars 1790 à Paris et mort le 6 juin 1844 dans la même ville, est un médecin et chirurgien français de l'époque Napoléonienne, précurseur de l'asepsie. 

## Biographie
Alexandre François Ollivier étudie la médecine à la Faculté de Paris et y obtient son doctorat.
En 1810, alors qu'il sert comme médecin sous-aide major dans le sud de l'Espagne, il se contamine volontairement à plusieurs reprises afin de comprendre les infections gangréneuses dénommées alors « pourriture d'hôpital ». Ses expériences le convainquent qu'il est sur la voie d'une découverte fondamentale mais ses supérieurs, tout en tentant d'exploiter ses idées, lui en contestent la paternité.
Il publie en 1822 un Traité expérimental du typhus traumatique, gangrène ou pourriture des hôpitaux, contenant des observations nouvelles sur diverses gangrènes, épidémies, contagions qui pose des principes novateurs en matière d'hygiène médicale.
Cet ouvrage lui ouvre les portes de l'Académie royale de médecine dès l'année suivante. Mais de nouveaux démêlés avec les autorités médicales le poussent à quitter rapidement cette institution. Il se spécialise ensuite dans le traitement de la syphilis.

## Publications
- Traité expérimental du typhus traumatique, gangrène ou pourriture des hôpitaux, contenant des observations nouvelles sur diverses gangrènes, épidémies, contagions. Ouvrage ampliatif de deux mémoires adressés en 1810 et 1811 au Conseil de santé des armées, Paris, Librairie de Mme Seignot, 1822, In-8°, LIV-474 p.
- Réponse du Dr Ollivier aux attaques dont il a été l'objet comme inventeur et vendeur d'un remède secret. 12 juillet 1829 - Extrait de « la Clinique » du 16 juillet 1829, Paris, Morinval, 1829, In-8°, 4 p.
- Des Maladies syphilitiques, et de la méthode alimentaire dulcifiée, Paris, chez l'auteur, 1830, In-8°, 80 p.
- Art de guérir les maladies syphilitiques par la méthode dulcifiée, Paris, Gabon, 1830, In-8°, 80 p.
- Mémoire sur les maladies inflammatoires, indiquant les applications de la méthode anti-phlogistique, pour le traitement des maladies de la poitrine et de l'abdomen, telles que rhume ou catarrhe pulmonaire, pleurésie, Paris, Gosselin, 1834, In-8°, IV-13 p.
- Thérapeutique anti-syphilitique rationnelle et expérimentale, simplifiée, éclairée par les progrès de la chimie organique, et Mémoire dédié à MM. les médecins français et belges, Paris, Cordier, 1843, In-8°, 48 p.